# Teixeira de Aragão
Augusto Carlos Teixeira de Aragão, född 15 juni 1823 i Lissabon, död 29 april 1903 där, var en portugisisk militärläkare, numismatiker, arkeolog och historiker. Vid pensioneringen från den portugisiska armén hade han uppnått generals grad. Han var en av föregångarna inom numismatik i Portugal.

## Belöningar och utmärkelser
- Riddare av Ordem Militar da Torre e Espada, do Valor, Lealdade e Mérito (1868).
- Riddare av Ordem de Cristo
- Kommendör av Ordem Militar de Avis (1870).
- Riddare av Ordem Militar de Avis (1874).
- Teixeira de Aragão-medaljen - myntades av det portugisiska sällskapet för numismatik 1963, i patinerad brons, med en diameter på 70 mm och en vikt om 163 g.